# 拉法葉級巡防艦
拉法葉級巡防艦（法文縮寫：FL-3000或FLF），為法國DCNS（今海軍集團）建造並服役於法國海軍的多用途巡防舰，為世界上第一種實際服役的隱形軍艦，先後外銷中華民國、沙烏地阿拉伯和新加坡。

## 歷史沿革
1988年法國宣布建造五艘拉法葉級，最後一艘於2002年服役。此外，沙特阿拉伯採購了三艘防空型，新加坡和中華民國各採購了六艘。法國海軍有拉法葉號（F710）、速科夫號（F711）、孤拔號（F712）、烏頭號（F713）及蓋普拉特號（F714）共五艘。

## 設計
拉法葉級誕生後，各國軍艦開始使用類似或相同的匿蹤技術原則設計建造。

### 艦體設計
最大特點是使用了低可侦测性技术，所以也被稱為隱形巡防艦。艦體使用了相較於傳統設計更加簡約的上層建築和成角度的艦體側面設計，再加上使用了雷達訊號吸收材料使得雷達散射截面顯著减小；這種由木材與玻璃纖維混合製成的特殊材料擁有與鋼鐵相同的硬度但更輕更耐火。

### 偵蒐/射控系統
拉法葉級具備高度現代化資訊處理能力。艦載資訊處理系統可以管理所有透過艦載傳感器收集的資訊，該系统也是艦上操控中心的電子中樞。整个過程透過1個電子指令輔助系統完成。

### 武器系統
拉法葉級亦有足夠的空間安裝具備區域防空能力的阿斯特飛彈。

### 艦載機
可以容納1架像黑豹或NH90這樣重量在10噸以内的直升機，也能允許超级黄蜂和類似的重型直升機起降，艦載直升級可以掛載AM39或AS15反艦飛彈；而艦上搭載的Samahé直升機著艦系統可以在5或6級海況下完成起飛或著艦。

## 同型艦
| 舷號 | 艦名                 | 建造商 | 下水日期      | 服役日期       | 母港   |
| ---- | -------------------- | ------ | ------------- | -------------- | ------ |
| F710 | 拉法葉號 La Fayette  | DCNS   | 1992年6月13日 | 1996年3月22日  | 土倫港 |
| F711 | 速科夫號 Surcouf     | DCNS   | 1993年7月3日  | 1997年2月7日   | 土倫港 |
| F712 | 孤拔號 Courbet       | DCNS   | 1994年3月12日 | 1997年4月1日   | 土倫港 |
| F713 | 烏頭號 Aconit        | DCNS   | 1997年6月8日  | 1999年6月6日   | 土倫港 |
| F714 | 蓋普拉特號 Guepratte | DCNS   | 1999年3月3日  | 2001年10月27日 | 土倫港 |

## 外銷

### 康定級：中華民國海軍
中華民國海軍採購康定級之際，選配的偵搜系統較法國海軍自用的版本先進，並配備美國製及自製武器，排水量3680噸。
最大特色為其匿蹤化的艦體設計，全艦表面並沒有特別突昂的結構，大部分甲板機具皆已隱藏到船艦內，如其雄風二型反艦飛彈發射箱亦藏入艦身，大面積的表面部分也傾斜正負10度角，避免複雜造型或是菱角結構，可分散雷達所射出的波段，讓敵艦所能收到的雷達反射波減少。
全艦特別凸出部分僅有煙囪和桅杆部份，這部份也採用匿蹤設計，加上各處表層塗有反雷達反射的塗料，使艦艇在雷達截面積（RCS）極小。而附加小艇（共兩艘，其中一艘為橡膠突擊艇）並不像傳統吊掛在船隻兩側而是直接收納於艦身中，當要使用時才把艦側的方形捲簾式金屬網拉門升起來吊起小船放入水中，以達匿蹤目的。據說當時康定級剛完工返國時，海軍出海迎接的警戒艦隻均無法以雷達找出康定號的位置，最後乃是由康定級主動回報位置才得知。
然而由於今康定級裝設過多非原廠所出且沒特別經過匿蹤化設計的武器裝備，導致已與原先拉法葉級的匿蹤能力無法相比。
它的主要對手是中國人民解放軍海軍的054型導彈護衛艦。

### 利雅德級：沙烏地阿拉伯皇家海軍
利雅德級強化了防空能力，排水量4650噸。

### 可畏級：新加坡海軍
為新加坡海軍新一代多功能巡防艦，是拉法葉級巡防艦的升級改進版本，除裝備有現代化的作戰系統外，在建造過程中還加入更多且更先進的反偵測匿蹤技術，其可被雷達偵測到的蹤跡甚至比原廠拉法葉級更小。 雖然由「拉法葉」級發展而成，但「可畏」級的噸位略小，排水量僅3530噸，且匿蹤性能也要更好，在雷達、聲音、紅外線和電磁等方面都具有較低的信號特徵。具有高度自動化、智能化、精密的綜合作戰和艦舶管理系統。

## 相關
- 拉法葉軍購案
- 法國海軍
- 法國軍事